# Горьковская (Кировская область)
 Горьковская  — деревня в Афанасьевском районе Кировской области в составе Ичетовкинского сельского поселения.

## География
Расположена на расстоянии примерно 7 км на юг от райцентра поселка  Афанасьево.

## История
Известна с 1939 года как Горьковская бригада, в 1950 году хозяйств 16 и жителей 68, в 1989 году 36 жителей .  

## Население
Постоянное население составляло 20 человек (русские 100%) в 2002 году, 14 в 2010.